# シーエース
シーエース（1964年 - 1990年）は日本の競走馬、繁殖牝馬。1967年の桜花賞優勝馬である。血統不詳の名牝ミラを祖とする。
※馬齢は旧表記で統一する。

## 経歴

### 戦績
1966年6月に函館競馬場でデビュー。2戦目で勝ち上がったが、この年は9戦1勝で終える。明け4歳となり桜花賞までに3戦2勝で競走当日を迎える。しかし、厩務員ストの影響により京都競馬場の芝外回り1600mで4月30日に順延開催された。なお中山競馬場での皐月賞とNHK杯と同日開催となり、中山競馬場では当時でも珍しい同一競馬場での1日2重賞となった他、史上初にして史上唯一の異競走での八大競走同一開催日となった。その桜花賞はヤマピットが単勝支持率60パーセントを占め、シーエースは離れた2番人気だった。
ところが、魔の桜花賞ペースに巻き込まれて馬群に沈むヤマピットを尻目に、ハイペースを味方につけたシーエースが1馬身4分の1差をつけて優勝した。2番人気ながら単勝1200円という高配当だったことからヤマピットの人気が集中していたこととなる。続くオークスはヤマピットの15着と惨敗。
以後は不振に陥り条件戦と重賞を転戦しながら敗戦を繰り返し、桜花賞後26連敗してしまい、6歳4月の条件戦でようやく勝つもこのレースを最後に引退した。

### 引退後
引退後は日西牧場で供用され、阪神障害ステークスを勝ったシーロードが代表産駒。サラ系ということもあって後継牝馬に成功馬がおらず、牝系はひ孫の代で途絶えている。
繁殖牝馬を引退した後は、八大競走の優勝馬を対象にした「引退名馬けい養制度」を利用して阪神競馬場の乗馬センターで余生を過ごした。当時は名馬の引退後の処遇についての意識が薄く、流浪の旅に出て消息不明になる馬が多かっただけに同馬にとっては幸福な余生といえるだろう。1990年3月28日に老衰で死亡した。

## 血統表
| シーエースの血統（ブランドフォード系／アウトクロス） | シーエースの血統（ブランドフォード系／アウトクロス） | シーエースの血統（ブランドフォード系／アウトクロス） | （血統表の出典）           | （血統表の出典） |
| 父 ハクリヨウ 1950 鹿毛                              | 父の父*プリメロ Primero 1931 鹿毛                    | Blandford                                            | Swynford                   | Swynford         |
| 父 ハクリヨウ 1950 鹿毛                              | 父の父*プリメロ Primero 1931 鹿毛                    | Blandford                                            | Blanche                    |                  |
| 父 ハクリヨウ 1950 鹿毛                              | 父の父*プリメロ Primero 1931 鹿毛                    | Athasi                                               | Farasi                     | Farasi           |
| 父 ハクリヨウ 1950 鹿毛                              | 父の父*プリメロ Primero 1931 鹿毛                    | Athasi                                               | Athgreany                  |                  |
| 父 ハクリヨウ 1950 鹿毛                              | 父の母第四バツカナムビユーチー 1940 黒鹿毛           | *ダイオライト                                        | Diophon                    | Diophon          |
| 父 ハクリヨウ 1950 鹿毛                              | 父の母第四バツカナムビユーチー 1940 黒鹿毛           | *ダイオライト                                        | Needle Rock                |                  |
| 父 ハクリヨウ 1950 鹿毛                              | 父の母第四バツカナムビユーチー 1940 黒鹿毛           | バツカナムビユーチー                                 | *シアンモア                | *シアンモア      |
| 父 ハクリヨウ 1950 鹿毛                              | 父の母第四バツカナムビユーチー 1940 黒鹿毛           | バツカナムビユーチー                                 | 第三ビユーチフルドリーマー |                  |
| 母 ホッカイ 1957 鹿毛（サラ系）                      | 母の父*ライジングフレーム Rising Flame 1947 黒鹿毛   | The Phoenix                                          | Chateau Bouscaut           | Chateau Bouscaut |
| 母 ホッカイ 1957 鹿毛（サラ系）                      | 母の父*ライジングフレーム Rising Flame 1947 黒鹿毛   | The Phoenix                                          | Fille de Poete             |                  |
| 母 ホッカイ 1957 鹿毛（サラ系）                      | 母の父*ライジングフレーム Rising Flame 1947 黒鹿毛   | Admirable                                            | Nearco                     | Nearco           |
| 母 ホッカイ 1957 鹿毛（サラ系）                      | 母の父*ライジングフレーム Rising Flame 1947 黒鹿毛   | Admirable                                            | Silvia                     |                  |
| 母 ホッカイ 1957 鹿毛（サラ系）                      | 母の母ムールドカール 1947 鹿毛（サラ系）             | トキノチカラ                                         | *トウルヌソル              | *トウルヌソル    |
| 母 ホッカイ 1957 鹿毛（サラ系）                      | 母の母ムールドカール 1947 鹿毛（サラ系）             | トキノチカラ                                         | *星谷                      |                  |
| 母 ホッカイ 1957 鹿毛（サラ系）                      | 母の母ムールドカール 1947 鹿毛（サラ系）             | 安俊（サラ系）                                       | 月友                       | 月友             |
| 母 ホッカイ 1957 鹿毛（サラ系）                      | 母の母ムールドカール 1947 鹿毛（サラ系）             | 安俊（サラ系）                                       | 竜玉（サラ系）             |                  |